# Parafia Chrystusa Króla Wszechświata w Dołujach
Parafia pw. Chrystusa Króla Wszechświata w Dołujach – parafia rzymskokatolicka z siedzibą w Dołujach, należąca do  dekanatu Szczecin-Pogodno, archidiecezji szczecińsko-kamieńskiej, metropolii szczecińsko-kamieńskiej. W parafii posługują księża diecezjalni. Według stanu na wrzesień 2018 proboszczem parafii był ks. Jan Gierlach. 
Kościołem parafialnym jest kościół Chrystusa Króla Wszechświata.
Dodatkowo parafianie mają do dyspozycji kościoły filialne:
- Kościół Matki Bożej Fatimskiej w Kościnie[1]
- Kościół Matki Boskiej Częstochowskiej w Wąwelnicy[1]